# Карташовка (Липецкая область)
Карташо́вка — деревня Долгушинского сельского поселения Долгоруковского района Липецкой области.

## География
Карташовка находится в восточной части Долгоруковского района, в 16 км к востоку от села Долгоруково, в 5 км к западу от центра поселения села Долгуша. Располагается на левом берегу реки Снова, при впадении в неё ручья Поповка. С востока к Карташовке примыкает деревня Александровка.

## История
В «Списке населенных мест» Орловской губернии 1866 года, значится как «деревня казённая Малая Слепуха при реке Снове, 46 дворов, 423 жителя». 
Современное название получила от фамилии бывшего владельца, строителя церкви в Слепухе, отставного майора Василия Яковлевича Карташова.
В 1905 году упоминается как деревня в приходе Казанской церкви села Слепуха.
В 1926 году Карташовка — центр сельсовета, в ней 140 дворов, 761 житель. В 1932 году — 864 жителя.
В 1928 году деревня вошла в состав Долгоруковского района Елецкого округа Центрально-Чернозёмной области. После разделения ЦЧО в 1934 году Долгоруковский район вошёл в состав Воронежской, в 1935 — Курской, в 1939 году — Орловской области, а с 6 января 1954 года в составе вновь образованной Липецкой области.

## Население
| 2010 |
| ---- |
| 120  |

## Транспорт
На севере Карташовки располагается шоссе, связывающее Долгоруково и Задонск. Грунтовыми дорогами связана с деревнями Исаевка и Тёпленькая Первая, селом Слепуха.